# Ary Prins

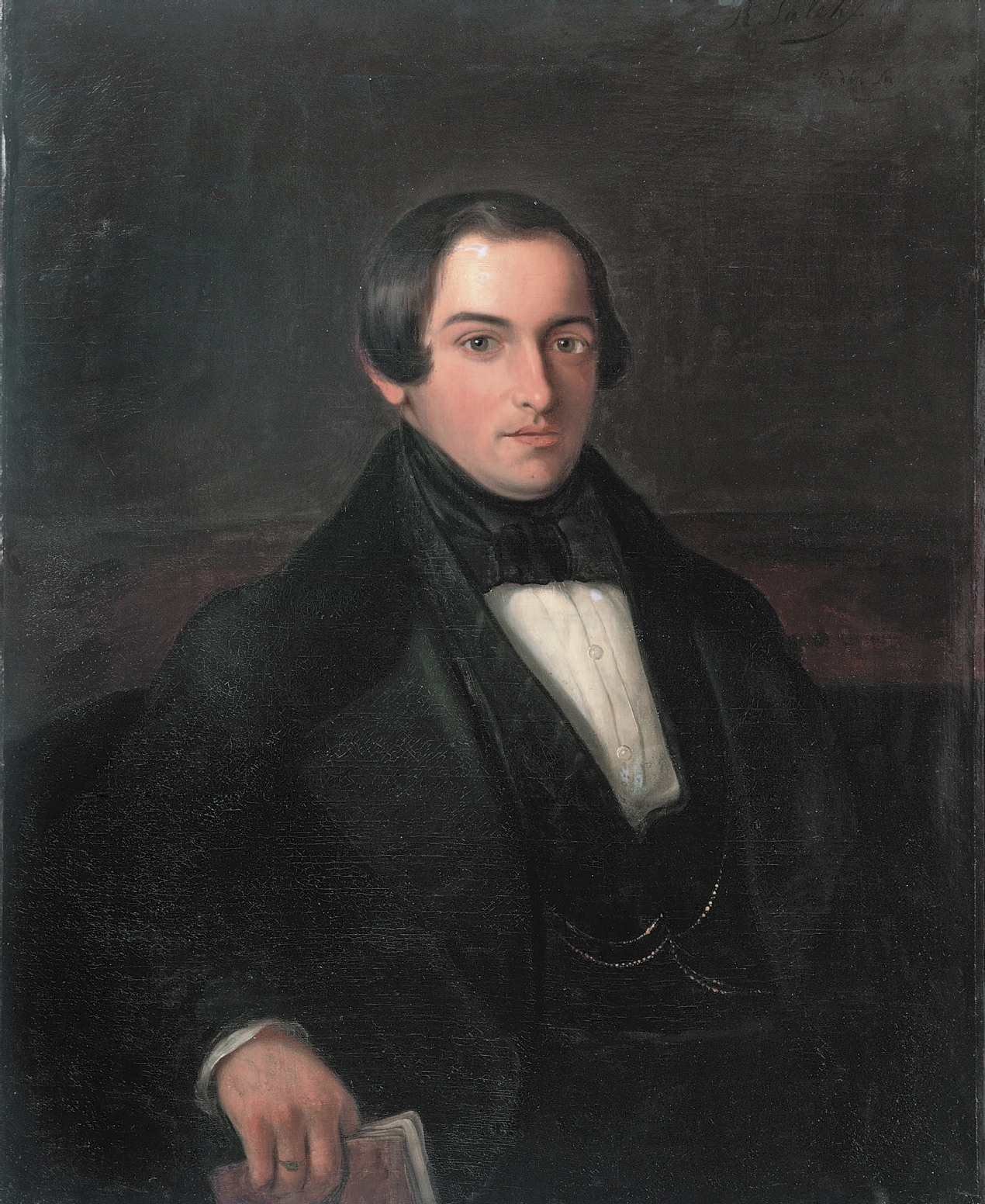
Ary Prins

Ary Prins (Schiedam 28 augustus 1816 – Sisipan (res. Batavia) 28 januari 1867) was een Nederlands jurist, politicus en bestuurder. Als vicepresident van de Raad van Indië was hij tweemaal waarnemend gouverneur-generaal van Nederlands-Indië. Hij nam na het vertrek van Charles Ferdinand Pahud in 1861 waar voor Ludolf Anne Jan Wilt baron Sloet van de Beele en na diens vertrek in 1866 waar voor de nog niet aangekomen Pieter Mijer. Prins was betrokken bij het neerslaan van de opstanden op Borneo tussen 1850 en 1854.
Dat Ary Prins zèlf geen gouverneur-generaal werd, wijt men aan zijn betrokkenheid bij de Mei-beweging, een liberale politieke stroming in het revolutiejaar 1848.
Ary Prins liet bij zijn overlijden in 1867 de in Padang geboren Adriana van der Leeuw als zijn weduwe achter. Zij was nog maar 23 jaar.Hij werd op het kerkhofje achter het Paleis van de gouverneur-generaal in Buitenzorg, het huidige Bogor, onder een imposante obelisk begraven.

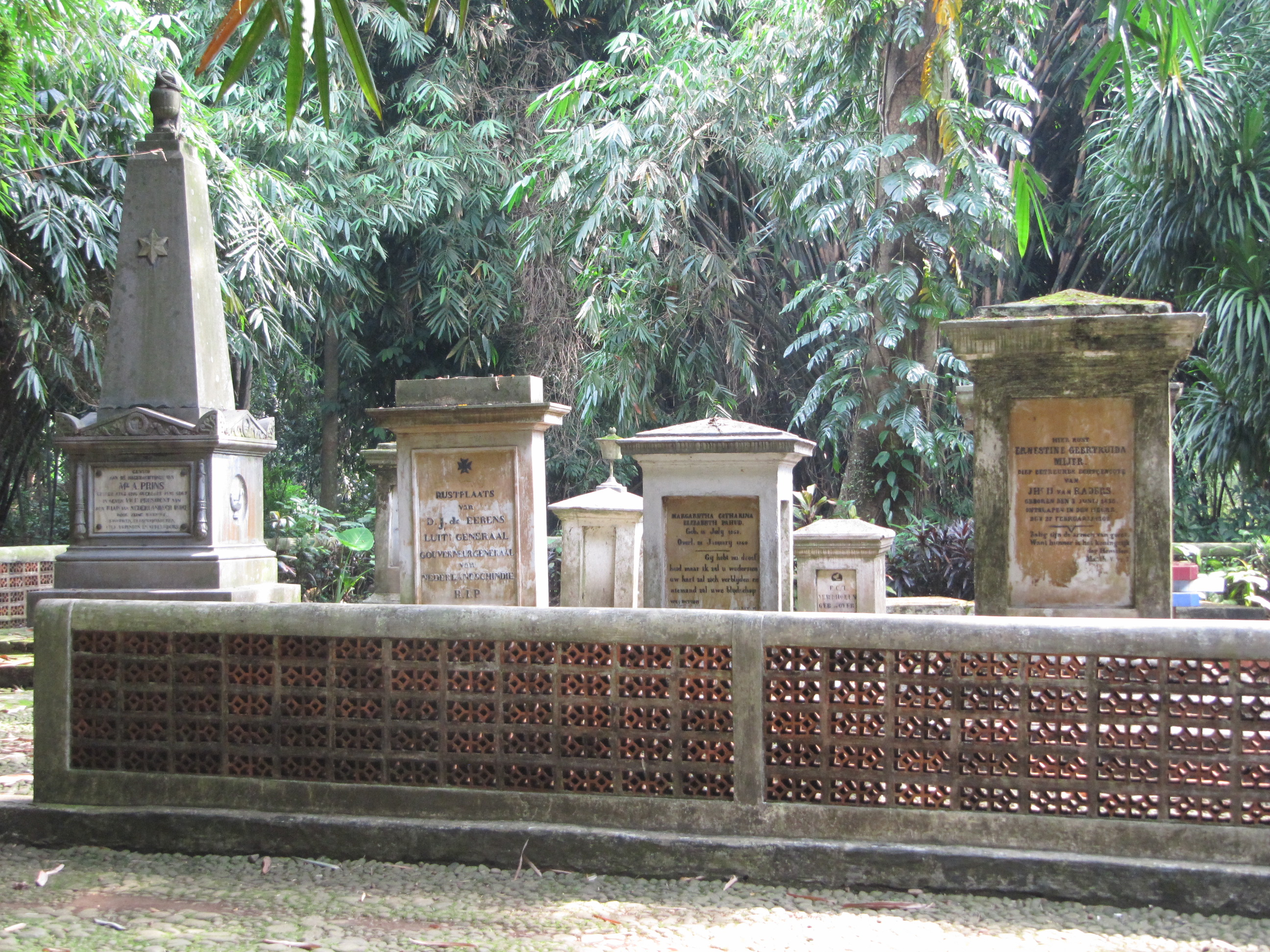
Graf van Prins te Bogor (geheel links)

Gouverneur-generaal van de VOC

Both · 
Gerard Reynst · 
Reael · 
Coen · 
Carpentier · 
Coen · 
Specx · 
Brouwer · 
Van Diemen · 
Van der Lijn · 
Carel Reyniersz · 
Maetsuycker · 
Rijcklof van Goens · 
Speelman · 
Camphuys · 
Van Outhoorn · 
Van Hoorn · 
Van Riebeeck · 
Van Swol · 
Zwaardecroon · 
De Haan · 
Durven · 
Van Cloon · 
Patras · 
Valckenier · 
Thedens · 
Van Imhoff · 
Mossel · 
Van der Parra · 
Van Riemsdijk · 
De Klerk · 
Alting

 

Gouverneur-generaal van staatswege

Van Overstraten · 
Siberg · 
Wiese · 
Daendels · 
(Britse interventie: Raffles en Fendall) · 
Van der Capellen · 
De Kock · 
Du Bus de Gisignies · 
Van den Bosch · 
Baud · 
De Eerens · 
Van Hogendorp · 
Merkus · 
Jan Reijnst · 
Rochussen · 
Duymaer van Twist · 
Pahud · 
Prins · 
Sloet van de Beele · 
Prins · 
Mijer · 
Loudon · 
Van Lansberge · 
s'Jacob · 
Van Rees · 
Pijnacker Hordijk · 
Van der Wijck · 
Rooseboom · 
Van Heutsz · 
Idenburg · 
Van Limburg Stirum · 
Fock · 
De Graeff · 
De Jonge · 
Tjarda van Starkenborgh Stachouwer